# Entamoeba histolytica
Entamoeba histolytica je anaerobna zajedavska ameboidna pražival iz rodu Entamoeba, ki je razširjena v zmerno toplem in tropskem pasu. Pri človeku in drugih primatih povzroča amebno grižo ali poenostavljeno amebozo. Z E. histolytica naj bi bilo okuženih okoli 50 milijonov ljudi, vir okužbe pa je vedno človek.

## Epidemiologija
E. histolytica je razširjena predvsem v zmerno toplem pasu, čeprav se ameboza pojavlja v večjem obsegu v tropskih deželah, kar je verjetno povezano s slabimi sanitarnimi razmerami in slabo ozaveščenostjo o nevarnostih ameboze. V Sloveniji se ameboza pojavi predvsem pri tistih ljudeh, ki pridejo iz tropskih krajev.
V preteklih obdobjih je bilo domnevano, da je okuženo 5-10 % svetovnega prebivalstva. Sedaj je znano, da je z omenjeno amebo okuženih le 50 milijonov ljudi (torej slabi procent), saj je v 90 % odkritih okužb bila prisotna E. dispar, ki pa je morfološko podobna samostojna in nepatogena vrsta.

## Telesne značilnosti in razvojni krog
Zajedavec se pojavlja v petih razvojnih stadijih, in sicer kot trofozoit, precista, cista, metacista in metacistični trofozoit.
Trofozoit je velikosti od 12-60 μm, v povprečju okoli 20 μm. Je ameba, ki hitro spreminja obliko in se giblje s pomočjo koničastih psevdopodijev. V citoplazmi so velikokrat prisotni eritrociti, po čemer se loči od drugih ameb, kot sta E. dispar in E. hartmanni. Premer jedra znaša približno četrtino premera zajedavca. Na notranji površini jedra je razporejen kromatin, v sredini pa se nahaja kromocenter oz. kariosom. Cista je velikosti od 10-18 μm, v povprečju okoli 10 m, ter ima štiri jedra.
Človek se okuži s cistami preko zaužitja vode ali hrane. Pod vplivom prebavnih sokov v spodnjem delu tankega črevesa se iz ciste osvobodi štirijedrna metacista, iz katere po delitvah nastane osem metacističnih trofozoitov, ki s peristaltiko preidejo v slepo in debelo črevo, s krvjo pa tudi v druge organe. Trofozoiti se naselijo in živijo v kriptah sluznice s pomočjo določenih bakterij. V svoji okolici razkrajajo tkivo in prodirajo v globlja področja. V razmerah, neprimernih za razmnoževanje, začne trofozoit izgubljati vodo, se počasneje premika, izloči neprebavljeno hrano in tako preide v stadij preciste. Ta se obda s čvrsto membrano, nato pa se jedro dvakrat deli in nastane zrela cista s štirimi jedri, ki se izloči z iztrebki (fecesom).

## Patogeneza
Zajedavec (parazit) načne vrhnjico debelega črevesa le po daljšem stiku. Najpogosteje je prizadeto slepo črevo, pa tudi navzgornje (colon ascendens) in prečno debelo črevo (colon transversum), redkeje sigmoidno debelo črevo (colon sigmoideum) in danka.
Pritrdi se na vrhnjico in s pomočjo sekrecij, ki razkrajajo tkivo, vstopi v celice; po tem je zajedavec tudi dobil vrstno ime histolytica (grško histion – tkivo + lyein – raztapljati, razgrajevati). Povečini organizem lahko premaga okužbe, v ostalih primerih pa se razvije kolonija, ki se močno razraste. Zaradi poškodb se razvije na črevesni sluznici drobna razjeda, ki se lahko širi v globino in še dodatno oteži preskrbo s krvjo in odtekanje mezge (limfe). Nastane velika razjeda s spodjedenimi robovi, zaradi česar so pogoste sekundarne bakterijske okužbe. Včasih nastane tudi granulomatozna okvara sluznice.
Amebe se lahko preko krvni žil razširijo v različne organe, predvsem v jetra, pljuča in možgane, lahko pa tudi v kožo, kjer povzročajo raznovrstne zunajčrevesne okvare. 
Amebe pridejo v jetra preko portalne vene, kjer večina trofozoitov propade. Kljub temu jih nekaj preživi in povzročijo nastanek ognojka (abscesa) z gosto temnorjavo tekočino. Le-ta je različnih velikosti; večji lahko popolnoma uničijo jetra. V nekaterih primerih lahko poteka okužba jeter kot hepatitis.
V primeru predrtja ognojka se nekrotični proces širi preko trebušne prepone v prsno votlino do pljuč. Tako nastane hepatobronhoplevralna fistula. V možganih je nastajanja ognojka podobno tistemu v jetrih.

### Interakcija z drugimi patogeni
E. histolytica lahko modulira virulenco določenih človeških virusov in je hkrati njihov gostitelj. Primer tega je HIV, ki ojača poškodbe, povzročene zaradi amebe, poleg tega pa poveča njeno patogenost. Po drugi strani amebe velikokrat fagocitirajo celice, okužene s HIV-om. Virus v amebah ostane kužen, navkljub temu pa do zdaj ni dokazov ponovne okužbe z virusom preko amebe.

## Diagnoza

### Klinični znaki in simptomi
Ameboza je lahko blaga bolezen, lahko pa poteka zelo hudo in se konča s smrtjo pri nezdravljenih bolnikih, predvsem pri otrocih. Večina okuženih bolnikov je asimptomatičnih, tj. brez kliničnih simptomov in znakov.
Večino prebavnih motenje predstavlja diareja, ki je lahko krvava. Ta ne nastane nenadoma, saj razjede nastajajo postopoma. Diarejo spremlja splošno neugodno počutje v trebuhu, pri iztrebljanju pa se pojavijo boleči krči (tenezmi). V primeru okvar na slepem črevesu in navzgornjem debelem črevesu so prisotne samo bolečine po vsem desnem podrebrju. Zaradi diareje grozi okuženemu dehidracija z acidozo. Pri kronični okužbi je diareja manj pogosta.
Klinična slika zunajčrevesne okužbe je odvisna od prizadetega organa. Pri mnogih bolnikih s tovrstno okužbo diareja ni prisotna. V primeru okužbe pljuč, ki sega do sapnic ima bolnik hud kašelj, vročino ter ima bolečine pri dihanju.

### Preiskave
Diagnoza ameboze temelji na dokazovanju zajedavca v iztrebkih ter na prokto- ali sigmoidoskopiji (endoskopskega pregleda danke ali sigmoidnega debelega čreva), včasih so v pomoč tudi rentgenske preiskave.
S sigmoidoskopijo se lahko odkrije spremembe v obliki razjed (ulceracij) na sluznici, ki se od bacilarne griže razlikuje po tem, da so vnete vse plasti sluznice. Razjede so lahko velike nekaj milimetrov, ki se lahko skupaj zlijejo v velike razjede. Med njimi je pogosto normalna, neprizadeta sluznica. V primeru granulomatozne okvare lahko rentgenska preiskava pokaže spremembo, ki je zalo podobna raku debelega črevesa, zaradi česar se tovrstna sprememba imenuje amebom. Seveda je potrebno tudi v tem primeru pomisliti na rakasto obolenje, še posebej v primeru neuspešnega zdravljenja granuloma s sredstvi proti amebozi, saj so se amebe lahko naselile na že obstoječemu granulomu.
Ciste se uspešno dokazuje v preparatih, obarvanih z lugolovo raztopino. Amebo se lahko uspešno goji na gojišču po Simiću. Za diagnostiko so na voljo tudi serološki testi, in sicer indirektna hemaglutinacija (IHA), indirektni imunofluprescenčni test (IFT) in encimski test (ELISA).

## Zdravljenje
V začetku zdravljenja je potrebno nadomeščati vodo z elektroliti in vitamine, včasih je potrebno blaženje črevesnih krčev. Pri kroničnih okužba omenjeni ukrepi navadno niso potrebni.
Za zdravljenje je potrebna kombinacija zdravil, kot so jodo-hidroksikonolini, alkaloidi, tetraciklini, paromomicin, metronidazol, tinidazol, klorokin, 4-aminokinolini in imidazol, primerna je tudi kombinacija z ostalimi antibiotiki, ki delujejo na bakterije, saj s tem posredno vplivajo na trofozoite ameb.

## Preventiva
Vir okužbe je vedno človek (iztrebki, bolniki in cistonosci). Ciste se prenašajo najpogosteje z vodo, pa tudi s hrano (še posebej sveže sadje) in dotikom. Ciste so dokaj odporne, vendar jih sušenje, visoka temperatura (nad 55 °C), kloriranje vode in dodajanje joda uniči. Zunaj gostitelja preživijo ciste le nekaj mesecev.
Glavni preventivni ukrepi so higiensko odstranjevanje iztrebkov, prečiščevanje vode s filtriranjem, kuhanjem in/ali dodajanje kemičnih snovi (npr. joda), izogibanje zaužitja surovih živil ter osveščanje ogroženega prebivalstva.